# Dupla Identidade
Dupla Identidade é uma série de televisão brasileira produzida pela TV Globo e exibida de 19 de setembro a 19 de dezembro de 2014, em 13 episódios. 
Escrita por Gloria Perez, com direção geral de René Sampaio e Mauro Mendonça Filho, sendo o último também diretor de núcleo. Em 2015 foi lançada em DVD.
Contou com Bruno Gagliasso, Débora Falabella, Marcello Novaes, Luana Piovani, Brenda Sabryna, Marisa Orth, Aderbal Freire Filho e Paulo Tiefenthaler nos papéis principais da história.

## Produção
Inicialmente Amora Mautner iria dirigir a série, mas devido ao seu compromisso com a novela A Regra do Jogo, teve de deixar o projeto. A série é gravada com a tecnologia 4K, mas devido à pouca quantidade de televisores nesse formato, à emissora converte o conteúdo gravado em 4K, para a alta definição. Glória Perez pretendia contar com a atriz brasileira radicada nos Estados Unidos, Morena Baccarin; mas devido ao compromisso da atriz com a série Warriors, Luana Piovani ficou com a personagem. Bruno Gagliasso, foi a primeira opção de Glória Perez para viver o serial killer da história, mas o considerou novo demais para o papel, pois preferia um ator mais velho. Quando soube, Bruno pediu ao diretor Mauro Mendonça Filho, para fazer um teste, que ao final o fez ser aplaudido por todos os avaliadores.
Para fazer a série, Glória trabalha com base em conversas com psiquiatras e especialistas em perfis psicológicos. Além disso criou um blog, em que publica o que pesquisa para a série. A maior parte da série foi gravada em Copacabana, e cerca de 95% da produção foi gravada em cenas fora do estúdio.
Glória Perez chegou a confirmar uma segunda temporada, porém a produção foi cancelada logo depois.

## Enredo
Edu (Bruno Gagliasso) um "bom rapaz" irá se envolver com a Ray (Débora Falabella). A bela tem seu lado independente: trabalha e cria sozinha a filha, Larissa (Duda Miliante). Mas quando o assunto é o namoro, a coisa muda de figura e a jovem se desespera com qualquer falta de atenção do amado. O que Ray ainda nem desconfia é que Edu tem um lado muito diferente do que parece. Além das aparências, ele é um assassino em série. Dias (Marcello Novaes) sempre quis o cargo de Secretário de Segurança e sabe que um grande caso como o do "serial killer" pode ajudar e muito na sua promoção. Mas não vai ser nada fácil solucionar o problema e colocar Edu atrás das grades. Para piorar, o delegado precisa lidar com a volta de Vera (Luana Piovani) em sua vida. Psicóloga forense, ela promete dedicar-se a este caso dia e noite, mas não consegue esquecer o grande amor que viveu com Dias. Hoje, os dois precisam focar na investigação na qual estão envolvidos, fora o fato de o delegado ser casado. Para piorar Edu decide seduzir a filha adolescente de Dias, a ingênua Tati (Brenda Sabryna), como vingança pela perseguição do delegado.
O cenário não poderia ser mais preocupante para o senador Oto (Aderbal Freire Filho). Tudo com o que ele se preocupa são as eleições e em resolver de uma vez por todas os problemas que esse "serial killer" vem causando. Quando conhece Edu, o político se deixa levar pelas incríveis ideias do rapaz e o aceita em sua equipe. Já Silvia (Marisa Orth) é a esposa ideal do senador, sempre disposta a apoiá-lo. Até que a perua descobre mais uma traição do marido e decide pedir o divórcio. Parece que um escândalo se anuncia! Mas, com a volta de Júnior (Bernardo Mendes), o filho do casal, muita coisa pode mudar.

## Elenco
| Intérprete           | Personagem                          |
| -------------------- | ----------------------------------- |
| Bruno Gagliasso      | Eduardo Borges (Edu) / Brian Borges |
| Débora Falabella     | Rayane Gurgel (Ray)                 |
| Marcello Novaes      | Delegado Alexandre Dias (Dias)      |
| Luana Piovani        | Drª. Vera Müller                    |
| Brenda Sabryna       | Tatiana Dias (Tati)                 |
| Marisa Orth          | Silvia Veiga                        |
| Aderbal Freire Filho | Senador Otto Veiga                  |
| Paulo Tiefenthaler   | Investigador Nelson Pereira         |
| Mariana Nunes        | Dina                                |
| Bernardo Mendes      | Oto Veiga Junior (Junior)           |
| Luana Tanaka         | Elda                                |
| Igor Angelkorte      | Ivan Alvarenga                      |
| Glaucio Gomes        | Assis                               |
| Felipe Hintze        | Cícero                              |
| Thiaré Maia          | Claudia                             |
| Duda Miliante        | Larissa Gurgel                      |

### Participação Especial
| Intérprete         | Personagem                   |
| ------------------ | ---------------------------- |
| Mouhamed Harfouch  | Lucas                        |
| Cris Nicolotti     | Stella                       |
| Valéria Monteiro   | Anna Schumacher (Jornalista) |
| Bárbara Paz        | Ana                          |
| Yanna Lavigne      | Mariana Lima                 |
| Thiago Justino     | Diego                        |
| Dedina Bernardelli | Celina                       |
| Patrícia Elizardo  | Angela Pacheco               |
| Ana Barroso        | Elenice Borges               |
| Henrique Taxman    | Emerson                      |
| Bela Carrijo       | Vítima                       |
| Alexandre Mofati   | Daniel                       |
| Renata Rocha       | Isa                          |
| Rogério Fabiano    | Rodrigo                      |
| Thaísa Machado Mil | Repórter do último capítulo  |
| Adriano Luzzano    | Xavier                       |
| Rafaela Ferreira   | Vítima                       |
| Zé Mário Farias    | João                         |
| Laís Pinho         | Mila                         |
| Selma Lopes        | vizinha de Edu               |
| Vivian Nespoti     | Célia                        |
| Bruno Torres       | Marcello                     |
| Heslaine Vieira    | amiga de Mila                |
| Leonardo Franco    | Juíz                         |

## Recepção da crítica
Nilson Xavier do UOL disse: "As referências às séries americanas que exploram o gênero são evidentes. Entretanto, “Dupla Identidade” exibe um Rio de Janeiro atual e carregado nas sombras da fotografia, que escondem o céu e o mar azuis da praia. O Rio sem máscara confere brasilidade ao tema para quem acha que este é privilégio apenas da TV americana. [...] O texto de Glória Perez é bom, apesar do didatismo na boca de Luana Piovani – explicando com frases de efeito – nas primeiras cenas. Com tomadas de câmera criativas, a direção (de núcleo) de Mauro Mendonça Filho valoriza o produto. A quase ausência de trilha sonora, contrastando com luz escura que esconde o rosto dos atores, cria o clima tenso que a produção tem a pretensão de passar." 
Fernando Oliveira do R7 comentou: "[...] A julgar pelo primeiro episódio, "Dupla Identidade" peca por certo didatismo nos diálogos. Tudo é explicadinho, racionalizado, para não sobrar dúvidas no espectador. Talvez seja costume vindo das muitas novelas que a autora escreveu, mas num gênero como seriado, a pressuposição às vezes funciona melhor. Ainda assim, este passa longe de ser um empecilho para acompanhar a produção, que se destaca, principalmente pelo elenco. [...] Bruno Gagliasso mostrou porque abocanhou o posto de protagonista dentre tantos testados. Está possuído, parece mergulhado na mente do psicopata, a extensa pesquisa que provavelmente fez está toda ali, em sua expressão carregada. Bruno é, de longe, o melhor ator de sua geração na TV neste momento. E, na pele de Edu, caminha para consolidar esta posição." 
Raphael Scire do Notícias da TV falou: "É curioso que em Dupla Identidade não há tanto sangue escorrendo nas imagens. A frieza com que Edu comete os crimes, estrangulando suas vítimas, é tão surpreendente quanto a atuação de Gagliasso, que consegue imprimir as nuances diversas do personagem principalmente com o olhar. Luana Piovani, sua antagonista direta, também revela um amadurecimento em sua carreira: está firme na medida certa e, por que não?, sedutora. [...] Valem destaque, também, a trilha sonora rock'and'roll e a fotografia soturna, que contribuem, ainda, para a recriação do clima macabro que dá o tom da história. " 

## Exibição
| País                 | Canal          | Título local     | Estreia                 | Final                   | Horário semanal  | Hora   | Ref    |
| -------------------- | -------------- | ---------------- | ----------------------- | ----------------------- | ---------------- | ------ | ------ |
| Brasil               | Rede Globo     | Dupla Identidade | 19 de setembro de 2014  | 19 de dezembro de 2014  | Sexta            | 23:15  | —      |
| Portugal             | Globo Premium  | Dupla Identidade | 3 de outubro de 2014    | 26 de dezembro de 2014  | Sexta            | 21:45  | [ 73 ] |
| Portugal             | SIC            | Dupla Identidade | 31 de outubro de 2015   | 6 de fevereiro de 2016  | Sábado           | 23:45  | [ 74 ] |
| Costa Rica           | Teletica       | Ojos sin Culpa   | 18 de fevereiro de 2016 | 4 de março de 2016      | Segunda a Sexta  | 00:30  | [ 75 ] |
| Portugal             | Globo Portugal | Dupla Identidade | 11 de abril de 2016     | 27 de abril de 2016     | Segunda a Sexta  | 23:00  | [ 76 ] |
| Coreia do Sul        | TeleNovela     | 머슬러스         | 5 de agosto de 2016     | 2 de setembro de 2016   | Sexta a Domingo  | 17:00  | [ 77 ] |
| China                | Canal Macau    | Dupla Identidade | 9 de agosto de 2016     | 25 de agosto de 2016    | Segunda a Sexta  | 22:10  | —      |
| Estados Unidos       | Azteca América | Ojos sin Culpa   | 10 de outubro de 2016   | 31 de outubro de 2016   | Segunda a Quinta | 22:00  | [ 78 ] |
| Inglaterra           | Channel 4      | Merciless        | 18 de junho de 2017     | presente                | Domingo          | 22:15  | [ 79 ] |
| Irlanda do Norte     | Channel 4      | Merciless        | 18 de junho de 2017     | presente                | Domingo          | 22:15  | [ 79 ] |
| Escócia              | Channel 4      | Merciless        | 18 de junho de 2017     | presente                | Domingo          | 22:15  | [ 79 ] |
| País de Gales        | Channel 4      | Merciless        | 18 de junho de 2017     | presente                | Domingo          | 22:15  | [ 79 ] |
| Honduras             | VTV            | Ojos sin Culpa   | 20 de julho de 2017     | 7 de agosto de 2017     | Segunda a Sexta  | 22:00  | [ 80 ] |
| Coreia do Sul        | TeleNovela     | 머슬러스         | 29 de julho de 2017     | 9 de setembro de 2017   | Sábado           | 03:001 | —      |
| Espanha              | Atreseries     | Ojos sin Culpa   | 21 de novembro de 2018  | 13 de fevereiro de 2019 | Quarta           | 20:00  | [ 81 ] |
| Uruguai              | Teledoce       | Ojos sin Culpa   | 20 de fevereiro de 2019 | 21 de março de 2019     | Terça a Quinta   | 22:152 | [ 82 ] |
| Argentina            | Telefe         | Ojos sin Culpa   | 18 de novembro de 2019  | 19 de dezembro de 2019  | Segunda e Terça3 | 23:30  | [ 83 ] |
| República Dominicana | Tele Antillas  | Ojos sin Culpa   | 2 de fevereiro de 2021  | 19 de fevereiro de 2021 | Segunda a Sexta  | 22:00  |        |

↑1  Exibida em capítulos duplos. O primeiro capítulo foi emitido as 04:00 e não foi duplo.
↑2  Os dois primeiros capítulos foram emitidos às 22:45.
↑3  Os dois últimos capítulos foram emitidos na Quarta e Quinta-feira.

## Prêmios e indicações
| Ano  | Prêmio                    | Categoria                             | Indicação            | Resultado | Ref.          |
| ---- | ------------------------- | ------------------------------------- | -------------------- | --------- | ------------- |
| 2014 | Prêmio Extra de Televisão | Melhor Série                          | Glória Perez         | Indicada  | [ 84 ]        |
| 2014 | Troféu APCA               | Melhor Ator                           | Bruno Gagliasso      | Indicado  | [ 85 ]        |
| 2014 | Troféu APCA               | Melhor Direção                        | Mauro Mendonça Filho | Indicado  | [ 85 ]        |
| 2014 | Melhores do Ano           | Melhor Ator de Série ou Minissérie    | Bruno Gagliasso      | Venceu    | [ 86 ]        |
| 2014 | Melhores do Ano           | Melhor Atriz de Série ou Minissérie   | Luana Piovani        | Indicada  | [ 86 ]        |
| 2014 | Prêmio F5                 | Série ou Minissérie                   | Glória Perez         | Indicada  | [ 87 ]        |
| 2014 | Prêmio F5                 | Ator de Série/Minissérie              | Bruno Gagliasso      | Venceu    | [ 88 ] [ 89 ] |
| 2014 | Prêmio F5                 | Ator Coadjuvante de Série/Minissérie  | Marcello Novaes      | Indicado  | [ 90 ]        |
| 2014 | Prêmio F5                 | Atriz Coadjuvante de Série/Minissérie | Débora Falabella     | Venceu    | [ 91 ] [ 89 ] |
| 2014 | Retrospectiva UOL         | Melhor Ator                           | Bruno Gagliasso      | Venceu    | [ 92 ]        |
| 2014 | Retrospectiva UOL         | Melhor Atriz                          | Débora Falabella     | Venceu    | [ 92 ]        |
| 2015 | Prêmio Contigo! de TV     | Melhor Série ou Minissérie            | Glória Perez         | Indicado  | [ 93 ] [ 94 ] |
| 2015 | Prêmio Contigo! de TV     | Melhor Atriz de Série ou Minissérie   | Débora Falabella     | Indicado  | [ 93 ] [ 94 ] |
| 2015 | Prêmio Contigo! de TV     | Melhor Ator de Série ou Minissérie    | Bruno Gagliasso      | Venceu    | [ 93 ] [ 94 ] |

## Audiência
O primeiro episódio registrou 14 pontos na Grande São Paulo. Seu recorde negativo seu deu no dia 10 de outubro, quando registrou 11,8 pontos na Grande São Paulo. No dia 31 de outubro registrou até então, a maior audiência desde a estreia, 14,5 pontos.
No dia 7 de novembro marcou recorde, com 14,7 pontos. Na semana seguinte (14 de novembro), bateu um novo recorde com 16,6 pontos. No dia 21 de novembro, bateu recorde no Rio de Janeiro com 18 pontos. O penúltimo episódio registrou 16,2 pontos. O último episódio registrou 15 pontos em São Paulo e, 19 no Rio de Janeiro.